# Палац Мордвинова
Палац Мордвінова — палацова споруда, збудована наприкінці 19 ст. в стилі модерн (містечко Тарноруда).

## Історія
В 1583 році Тарноруда отримала Магдебурзьке право і стала важливим торговельним пунктом у верхів'ях Збруча.
В 1699 році турки-мешканці за мирною угодою були виведені з Поділля. В Тарноруді відновлюється Тарнорудський ключ.

## В 19 ст
У 1870 року в Тарноруді відкрили парафіяльну школу, яка розміщувалася у невеличкій селянській хатині. У 1897 році було відкрито школу для дівчат, а 1908 році — міністерське однокласне училище. В 1913 році в селі було поштове і телеграфне відділення, кілька приватних крамниць: аптекарських товарів, швейних машин, шкіряних виробів, мануфактурна і бакалійна. Переїхавши до Тарноруди, Мордвинов збудував на березі Збруча житловий двоповерховий палац з червоної цегли. По боках будівлю прикрашали вежі, увінчані шпилями, що робило палац схожим на замок. Оборонного вигляду йому надавали і підпорні мури, що нагадували фортечні. Дубові двері прикрашали вхід по палацу, в інтер'єрі якого збереглися сходи з кованими перилами. На першому поверсі було 10 кімнат, на другому — парадна зала і 6 кімнат.

## У 20 ст
У 30-ті роки ХХ століття совіти розмістили в колишньому маєтку школу. Після війни до 1966 році тут був сиротинець. З того часу і до наших днів в колишній резиденції Мордвинових міститься сільська школа. На території маєтку крім підпорних мурів збереглися господарські льохи. У маєтку було зроблено власнний водогін та фонтани, які на даний час не збереглись. Між Тарнорудським Костелом Божої Матері святого Скапулярія веде підземний хід, на даний момент закритий і не функціонує. Частина кутових башт зруйнована, башти на кінцях підпірного мура також не до кінця збереглись і сам мур в радянський період частково розібрали на будівництво ферм.

## Обрані фото споруд

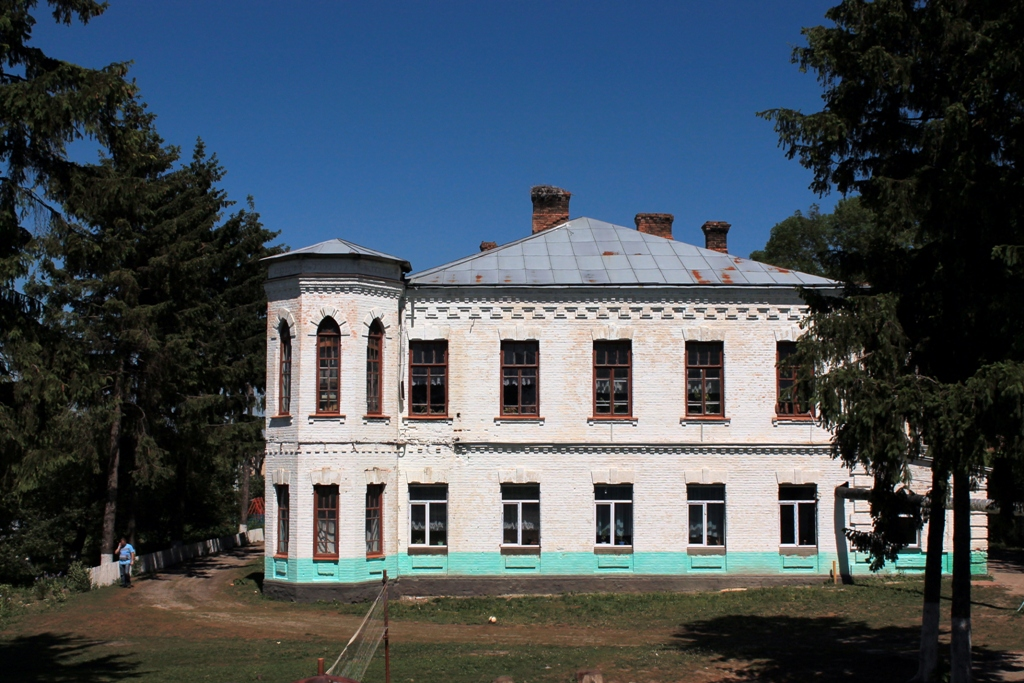
Палац маєток роду Мордвинових.
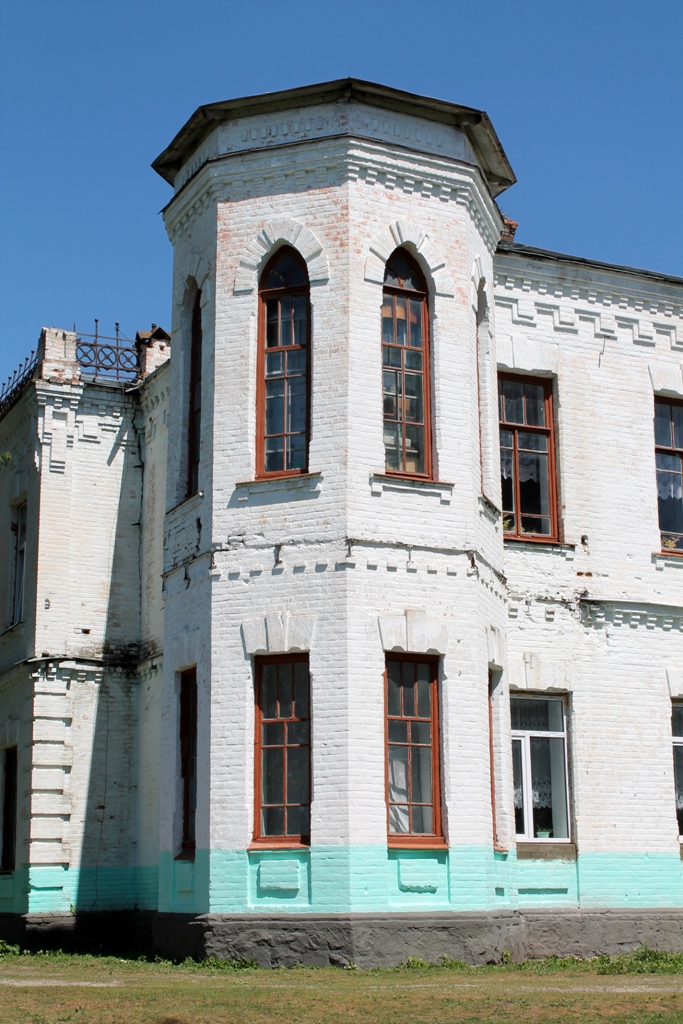
Кутова вежа в палаці.
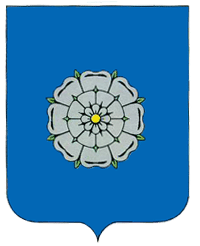
Герб Тарноруди.

## Сучасний стан
Значну частину оздоби палацу було знищено, а саму будівлю пристосували під школу.